# ياسوغي كانيكو
ياسوغي كانيكو (باليابانية: 金子安次؛ بالكانا: かねこ やすじ) هو عسكري ياباني، ولد في 28 يناير 1920 في تشيبا في اليابان، وتوفي في 25 نوفمبر 2010.